# Fort Frederick (Maryland)
 (février 2018).
Si vous disposez d'ouvrages ou d'articles de référence ou si vous connaissez des sites web de qualité traitant du thème abordé ici, merci de compléter l'article en donnant les références utiles à sa vérifiabilité et en les liant à la section « Notes et références ».
Fort Frederick était une fortification de la guerre de Sept Ans, située dans la ville d'Hagerstown, dans le comté de Washington, dans l'État du Maryland près du fleuve Potomac dans l'Est des États-Unis.

## Histoire
Le fort a été construit après la défaite d'Edward Braddock, ce qui avait rendu la frontière vulnérable aux attaques franco-indiennes à l'est de la région du Fort Duquesne. Le Fort Frederick fut construit près du le fleuve Potomac entourant le Fort Frederick, un fort de style Vauban en étoile commun durant la guerre de Sept Ans (1754-1763). Le Fort Frederick a été construit en 1756-57 par la colonie du Maryland à la demande du gouverneur Horatio Sharpe pour construire une fortification afin de protéger la frontière. Le fort, nommé d'après Frederick Calvert, 6e Baron Baltimore, a été achevé l'année suivante. Le style du fort, qui a été développé au XVIIe siècle par Sébastien Vauban, un ingénieur français, est un grand carré avec quatre bastions en forme de losange, typique des fortifications du XVIIIe siècle. Le grand fort de pierre a été conçu principalement comme un lieu de refuge pour les colons de la région. Des hommes du 60e régiment de fantassins et des soldats de la milice locale occupèrent le fort. Des soldats et miliciens ont été envoyés pour patrouiller dans la région et dissuader, sinon empêcher, les raids indiens. Le fort n'a pas été conçu pour résister à l'artillerie, car il était correctement supposé que les français ne seraient pas en mesure de transporter de l'artillerie depuis les forts éloignés de l'ouest comme le Fort Duquesne. Le fort n'a jamais été directement attaqué. Il pouvait résister aux tentatives d'incendies mais n'était pas construit pour résister à un siège avec des canons. Entre 1757 et 1758, de petits raids menés par des Amérindiens et des officiers français dans des colonies voisines ont poussé les colons de la campagne environnante à fuir vers l'est ; environ 700 personnes pouvaient s'y abriter. Le fort a également servi en 1763 pendant la rébellion de Pontiac. Il fut également utilisé pendant la révolution américaine (1775-1783). Un parc d'État se trouve au sud de la ville de Big Pool, Maryland.

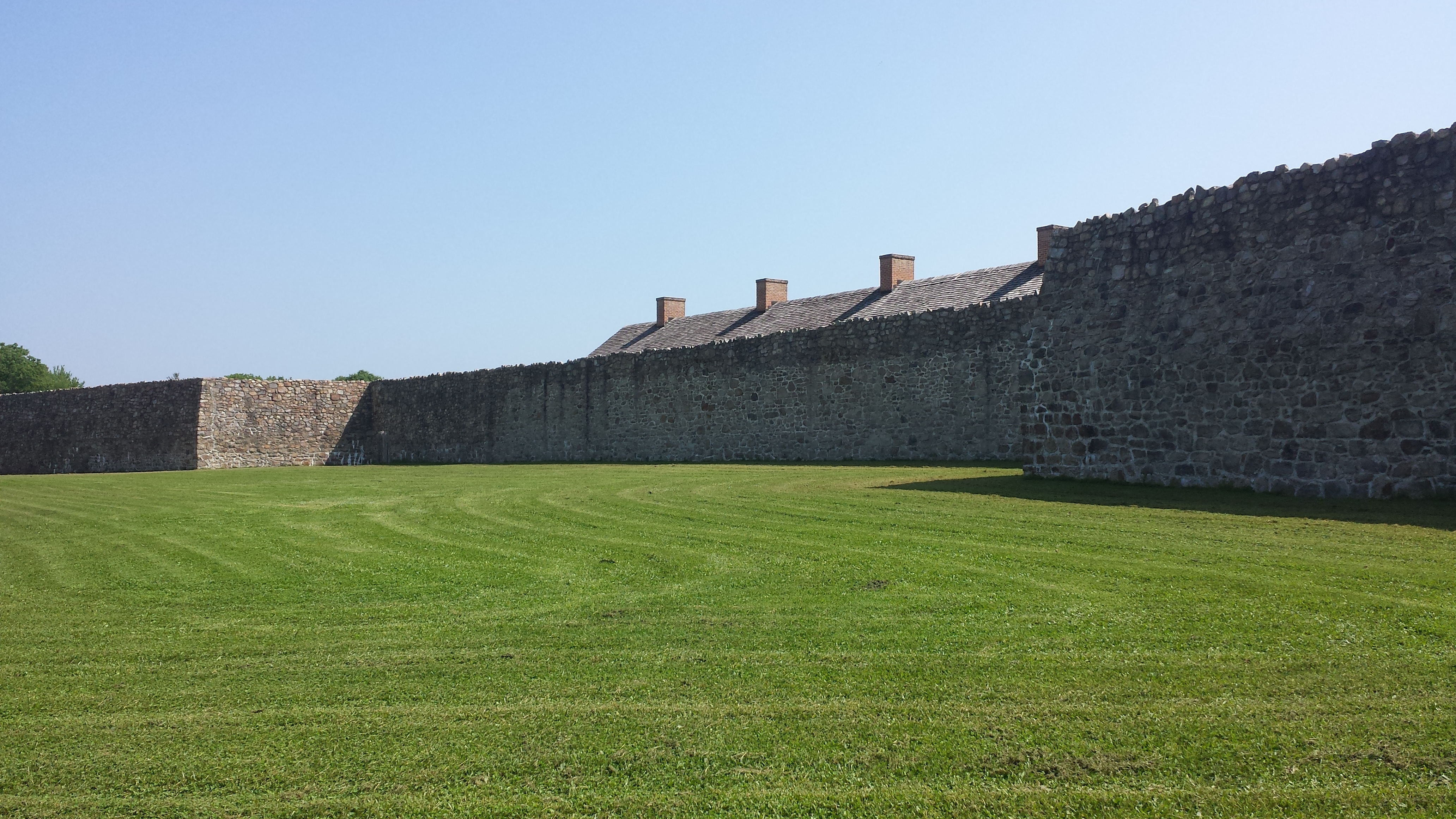
Murs en pierre du fort Frederick restauré.

### Frontière
La frontière avec les États voisins a longtemps été contestée et fut établie par la Ligne Mason-Dixon en 1820 créant une certaine confusion entre les comtés et certains lieux près de la frontière.